# 794 هـ
794 هـ هي سنة في التقويم الهجري امتدت مقابلةً في التقويم الميلادي بين سنتي 1391 و1392.

## أحداث
- وصول بني هلال للسودان وشرقا وحتى شمال دارفور.

## وفيات
- بدر الدين الزركشي
- الزركشي